# Deklinacja w języku niemieckim
Deklinacja w języku niemieckim – odmiana rzeczownika, zaimka, rodzajnika, przymiotnika i liczebnika przez przypadki, liczby i rodzaje w języku niemieckim.
W języku niemieckim występują cztery przypadki: mianownik (Nominativ), dopełniacz (Genitiv), celownik (Dativ) i biernik (Akkusativ). Wyróżnia się trzy rodzaje: rodzaj męski (Maskulinum), żeński (Femininum) i nijaki (Neutrum) oraz dwie liczby: pojedynczą (Singular) i mnogą (Plural). W liczbie mnogiej nie ma podziału na rodzaje gramatyczne.
Język niemiecki należy do języków fleksyjnych. Wyrazy podlegające odmianie składają się z tematu (zasadniczo niezmiennego) i odpowiedniej końcówki fleksyjnej. Czasami w wyniku odmiany następuje również pewna zmiana w temacie, np. przegłos (wymiana samogłosek na umlauty).
Deklinacja pozwala na wskazanie funkcji wyrazu w zdaniu (podmiot, dopełnienie bliższe, dopełnienie dalsze, określenie przynależności), dzięki czemu zadania tego nie musi przejmować ścisły szyk wyrazów czy odpowiednie przyimki (jak np. w języku angielskim czy francuskim). Części mowy mogą występować w różnej kolejności odbiegającej od standardowego, neutralnego szyku, aby położyć nacisk na inny element zdania.

## Rys historyczny

### Pochodzenie i rozwój języka niemieckiego
Język niemiecki, podobnie jak język polski, należy do rodziny języków indoeuropejskich. W obrębie tej rodziny język niemiecki należy do grupy języków germańskich. Standardowa postać języka niemieckiego powstała na podstawie dialektów wysokoniemieckich, dlatego etapy rozwoju niemczyzny uznaje się za tożsame z etapami rozwoju języka wysokoniemieckiego. Dialekty dolnoniemieckie, choć podlegały wpływom podobnych czynników kulturowych i politycznych, są bardziej zbliżone do języka niderlandzkiego czy angielskiego niż do języka wysokoniemieckiego.
Można wyróżnić następujące okresy języka niemieckiego:
- język staro-wysoko-niemiecki (Althochdeutsch, Ahd.) – od ok. 750 do ok. 1100[4]
- język średnio-wysoko-niemiecki (Mittelhochdeutsch, Mhd.) – od ok. 1100 do 1350[4][5]
- język wczesno-nowo-wysoko-niemiecki (Frühneuhochdeutsch, Fnhd. lub Frnhd.) – od 1350 do 1650[6]
- język wysokoniemiecki (Neuhochdeutsch, Nhd.).

### Historyczna odmiana rzeczownika
Pierwotnie każda odmieniona forma rzeczownika składała się z następujących elementów: 1. rdzenia, 2. przyrostka tworzącego temat oraz 3. końcówki fleksyjnej (np. biernik liczby mnogiej wyrazu dagaz był zbudowany z elementów 1. dag 2. a 3. ns). Rzeczowniki można było podzielić na dwie główne klasy w zależności od tego, czy ich temat (przyrostek tworzący temat) pierwotnie kończył się na samogłoskę (a, o, i, u) czy spółgłoskę. Te pierwsze należały do tzw. odmiany mocnej, np. tag (pierwotnie dagaz), wort (pierwotnie wurdan). Te drugie należały do tzw. odmiany słabej, np. boto (pierwotnie bodô), hano (pierwotnie hanô), a ich tematy kończyły się na –n.
Akcent wyrazowy, początkowo swobodny, przesunął się na początek wyrazów i zwykle padał na sylabę rdzenia wyrazu. Spowodowało to osłabienie i redukcję końcowych sylab oraz przemiany typu: dagaz → dags → tag.
W języku staro-wysoko-niemieckim występowały dwie liczby (pojedyncza i mnoga) i trzy rodzaje (męski, żeński i nijaki). Podobnie jak w innych językach rodziny indoeuropejskiej liczba przypadków gramatycznych zmniejszyła się – z ośmiu (w praindoeuropejskim) do pięciu. Rzeczowniki odmieniały się przez mianownik, dopełniacz, celownik, biernik i narzędnik występujący jednak tylko u rzeczowników odmiany a-tematowej oraz i-tematowej rodzaju męskiego.
W języku średnio-wysoko-niemieckim, mimo dalszej redukcji końcowych sylab, zachowany został podział na rzeczowniki odmiany mocnej i słabej. Końcówki nie musiały już ujawniać przypadka gramatycznego rzeczownika – funkcję tę przejął rodzajnik. Intensywnie zaczęto używać przegłosu (umlautu) dla podkreślenia różnicy między liczbą pojedynczą a mnogą. Wiele form odmian pokrywało się jednak, co dodatkowo zwiększyło użycie rodzajnika.
Końcówki fleksyjne rzeczowników uległy stopniowemu osłabieniu przez osłabianie końcowych sylab. We współczesnym języku niemieckim zachowała się końcówka –s w dopełniaczu liczby pojedynczej. W przypadku rzeczowników odmiany słabej końcowe –n było pierwotnie przyrostkiem tworzącym temat, po którym zanikły pierwotne końcówki, tymczasem współcześnie zakończenia –n są traktowane jako końcówki fleksyjne. Zakończenie –e w celowniku liczby pojedynczej lub mianowniku liczby mnogiej to pozostałość po kontrakcjach samogłoski z przyrostka i końcówki, a –n w celowniku liczby mnogiej to pozostałość po pierwotnej końcówce –mis.
Współcześnie najbardziej rozpowszechniony jest podział typów odmiany rzeczownika na deklinację mocną, słabą i mieszaną. Podział ten opiera się na formach mianownika i dopełniacza liczby pojedynczej oraz mianownika liczby mnogiej. Dokładny opis tych deklinacji jest jednak skomplikowany i nie obejmuje wszystkich rzeczowników. Przykładowo słownik Wahriga „Deutsches Wörterbuch” (wydanie z 2002) przedstawia 31 paradygmatów bez przegłosu i 13 paradygmatów z przegłosem, a mimo to nadal nie obejmuje wszystkich rzeczowników. Podobnie odmianę przymiotników dzieli się na deklinację mocną (bez rodzajnika), słabą (z rodzajnikiem określonym) i mieszaną (z rodzajnikiem nieokreślonym), ale w obrębie tego podziału istnieją liczne wyjątki.
| Singular     | Singular       | Singular          | Singular       | Plural         | Plural            | Plural         |
| przypadek    | Althochdeutsch | Mittelhochdeutsch | Neuhochdeutsch | Althochdeutsch | Mittelhochdeutsch | Neuhochdeutsch |
| ------------ | -------------- | ----------------- | -------------- | -------------- | ----------------- | -------------- |
| Nominativ    | tag            | tac               | Tag            | taga           | tage              | Tage           |
| Genitiv      | tages          | tages             | Tag(e)s        | tago           | tage              | Tage           |
| Dativ        | tage           | tage              | Tag(e)         | tagum (-om)    | tagen             | Tagen          |
| Akkusativ    | tag            | tac               | Tag            | taga           | tage              | Tage           |
| Instrumental | tagu (-o)      |                   |                |                |                   |                |

| Singular  | Singular       | Singular          | Singular       | Plural         | Plural            | Plural         |
| przypadek | Althochdeutsch | Mittelhochdeutsch | Neuhochdeutsch | Althochdeutsch | Mittelhochdeutsch | Neuhochdeutsch |
| --------- | -------------- | ----------------- | -------------- | -------------- | ----------------- | -------------- |
| Nominativ | boto           | bote              | Bote           | boton (-un)    | boten             | Boten          |
| Genitiv   | boton (-un)    | boten             | Boten          | botôno         | boten             | Boten          |
| Dativ     | boten (-in)    | boten             | Boten          | botôm          | boten             | Boten          |
| Akkusativ | boten (-in)    | boten             | Boten          | boton (-un)    | boten             | Boten          |

### Historyczna odmiana przymiotnika
W języku praindoeuropejskim przymiotniki nie wykazywały różnic od rzeczowników w deklinacji. W grupie języków germańskich wyodrębniła się odmiana mocna i słaba przymiotników. Kiedy przymiotniki poprzedzone były wyrazami o odmianie zaimkowej (zwłaszcza rodzajnikiem), to wybierana była nieróżnicująca odmiana z końcówkami –n (odmiana słaba). Kiedy przymiotniki nie były poprzedzone takimi wyrazami, używana była deklinacja mocna, gdzie końcówki stopniowo zastępowano bardziej różnicującymi końcówkami der. W ten sposób współcześnie charakterystyczne końcówki der występują albo przed przymiotnikiem (np. dieses brave Kind), albo tworzą jego odmianę (np. kaltes Wasser).
W Ahd. i Mhd. nieodmienione formy przymiotnika mogły być użyte zamiennie z odmienioną formą dla mianownika liczby pojedynczej wszystkich rodzajów i biernika rodzaju nijakiego, niezależnie czy przymiotnik był użyty jako przydawka czy orzecznik. Współcześnie nieodmienione formy przymiotnika dla wszystkich rodzajów i liczb są używane praktycznie wyłącznie w roli orzecznika.
| Singular     | Singular       | Singular       | Singular   | Singular         | Singular       | Singular  | Singular       | Singular       | Singular |
| Maskulinum   | Maskulinum     | Maskulinum     | Maskulinum | Femininum        | Femininum      | Femininum | Neutrum        | Neutrum        | Neutrum  |
| przypadek    | Ahd.           | Mhd.           | Nhd.       | Ahd.             | Mhd.           | Nhd.      | Ahd.           | Mhd.           | Nhd.     |
| ------------ | -------------- | -------------- | ---------- | ---------------- | -------------- | --------- | -------------- | -------------- | -------- |
| Nominativ    | blint, blintēr | blint, blinder | blinder    | blint, blint(i)u | blint, blindiu | blinde    | blint, blintaȥ | blint, blinteȥ | blindes  |
| Genitiv      | blintes        | blindes        | blinden    | blintera         | blinder(e)     | blinder   | blintes        | blindes        | blinden  |
| Dativ        | blintemu (-o)  | blindem(e)     | blindem    | blinteru (-o)    | blinder(e)     | blinder   | blintemu (-o)  | blindem(e)     | blindem  |
| Akkusativ    | blintan        | blinden        | blinden    | blinta           | blinde         | blinde    | blint, blintaȥ | blint, blinteȥ | blindes  |
| Instrumental | blintu (-o)    |                |            |                  |                |           | blintu (-o)    |                |          |
| Plural       |                |                |            |                  |                |           |                |                |          |
| Nominativ    | blinte         | blinde         | blinde     | blinto           | blinde         | blinde    | blint(i)u      | blindiu        | blinde   |
| Genitiv      | blintero       | blinder(e)     | blinder    | blintero         | blinder(e)     | blinder   | blintero       | blinder(e)     | blinder  |
| Dativ        | blintēm (-ēn)  | blinden        | blinden    | blintēm (-ēn)    | blinden        | blinden   | blintēm (-ēn)  | blinden        | blinden  |
| Akkusativ    | blinte         | blinde         | blinde     | blinto           | blinde         | blinde    | blint(i)u      | blindiu        | blinde   |

| Singular   | Singular       | Singular                         | Singular       | Singular                         | Singular       | Singular                         |
| Maskulinum | Maskulinum     | Maskulinum                       | Femininum      | Femininum                        | Neutrum        | Neutrum                          |
| przypadek  | Althochdeutsch | Mittelhochdeutsch Neuhochdeutsch | Althochdeutsch | Mittelhochdeutsch Neuhochdeutsch | Althochdeutsch | Mittelhochdeutsch Neuhochdeutsch |
| ---------- | -------------- | -------------------------------- | -------------- | -------------------------------- | -------------- | -------------------------------- |
| Nominativ  | blinto         | blinde                           | blinta         | blinde                           | blinta         | blinde                           |
| Genitiv    | blinten (-in)  | blinden                          | blintūn        | blinden                          | blinten (-in)  | blinden                          |
| Dativ      | blinten (-in)  | blinden                          | blintūn        | blinden                          | blinten (-in)  | blinden                          |
| Akkusativ  | blinton (-un)  | blinden                          | blintūn        | blinden (Mhd.) blinde (Nhd.)     | blinta         | blinde                           |
| Plural     |                |                                  |                |                                  |                |                                  |
| Nominativ  | blinton (-un)  | blinden                          | blintūn        | blinden                          | blintun (-on)  | blinden                          |
| Genitiv    | blintōno       | blinden                          | blintōno       | blinden                          | blintōno       | blinden                          |
| Dativ      | blintōm (-ōn)  | blinden                          | blintōm (-ōn)  | blinden                          | blintōm (-ōn)  | blinden                          |
| Akkusativ  | blinton (-un)  | blinden                          | blintūn        | blinden                          | blintun (-on)  | blinden                          |

## Przypadki w języku niemieckim

### Liczba i rozpoznawanie przypadków
Współcześnie w języku niemieckim rozróżnia się następujące cztery przypadki (Kasus, Fall):
| Przypadek | Alternatywna nazwa | Nazwa po polsku | Pytanie   | Pytanie po polsku  |
| --------- | ------------------ | --------------- | --------- | ------------------ |
| Nominativ | Werfall            | mianownik       | wer? was? | kto? co?           |
| Genitiv   | Wesfall            | dopełniacz      | wessen?   | kogo? czego? czyj? |
| Dativ     | Wemfall            | celownik        | wem?      | komu? czemu?       |
| Akkusativ | Wenfall            | biernik         | wen? was? | kogo? co?          |

Przypadek rzeczownika można rozpoznać po jego końcówce albo po towarzyszącym mu określniku bądź przymiotniku; jeśli jednak one nie występują, należy postawić pytanie dotyczące danego rzeczownika. Przykładowo w zdaniu Wein schmeckt Hans am besten. → Wino smakuje Hansowi najbardziej pytanie, na które odpowiedzią będzie Wein brzmi Wer/Was schmeckt Hans am besten? → Kto/Co smakuje Hansowi najbardziej? Na pytanie kto? co? odpowiada Nominativ, zatem słowo Wein jest w mianowniku. Pytanie, na które odpowiedzią będzie Hans brzmi Wem schmeckt Wein am besten? → Komu smakuje najbardziej wino?, zatem słowo Hans jest w celowniku (Dativ).

### Mianownik
Mianownik (Nominativ) wskazuje na podmiot, dopełnienie łącznika (orzecznik), a także używany jest z rzeczownikami i zaimkami będącymi niejako oddzielonymi od reszty zdania, np. Und dein Cousin, wann siehst du ihn wieder? → A twój kuzyn, kiedy się z nim znów zobaczysz? Er saß am Kamin, der Hund zu seinen Füßen. → Siedział przy kominku [z] psem przy nogach.
Różnice w zastosowaniu mianownika w porównaniu z językiem polskim występują w następujących sytuacjach:
- przy charakteryzowaniu podmiotu jako elementu klasy, w strukturach wykorzystujących orzecznik rzeczownikowy: Sie ist Lehrerin (mianownik). → Ona jest nauczycielką (narzędnik). Er bleibt mein bester Freund. → On pozostaje moim najlepszym przyjacielem.
- w konstrukcjach wyrażających porównanie typu: przyimek + zaimek/rzeczownik + wie/als + zaimek, np. Von einem berühmten Arzt wie ihm (celownik) hätte ich etwas anderes erwartet. → Po takim znanym lekarzu jak on (mianownik) spodziewałbym się czegoś innego (w języku niemieckim występuje tu przypadek zależny od przyimka).
- w wykrzyknieniach, np. Du Esel! (mianownik) → Ty ośle! (wołacz).

### Dopełniacz

#### Ogólne uwagi o użyciu dopełniacza
We współczesnym języku niemieckim użycie dopełniacza jest charakterystyczne dla stylu bardziej formalnego, dla języka pisanego; w języku codziennym preferowane są często inne konstrukcje, zwłaszcza z użyciem von.
Dopełniacz używany jest do określania przynależności, może określać rzeczownik. Zazwyczaj fraza rzeczownikowa w dopełniaczu występuje po frazie rzeczownikowej, od której zależy, np. die Abfahrt des Busses → odjazd autobusu. Przy nazwach własnych zwykle pojawia się jednak jako pierwsza (np. Eriks Freund → przyjaciel Eryka), ale możliwa jest także kolejność odwrotna (ein Freund Eriks). W innych sytuacjach rzeczownik w dopełniaczu pojawia się jako pierwszy tylko w starych powiedzeniach, np. Undank ist der Welt Lohn. → Świat niewdzięcznością płaci.
Dopełniacz pojawia się w niektórych utartych wyrażeniach, np. Ich bin der Ansicht/Meinung/Auffasung, dass → Jestem zdania, że; ein Wort griechischen Ursprungs → słowo greckiego pochodzenia, eines Tages → pewnego dnia, morgens → rankiem, sommers → latem, letzten Endes → koniec końców, allen Ernstes → z całą powagą, meines Wissens → o ile mi wiadomo.

#### Użycie dopełniacza lub konstrukcji zvon
Dopełniacz jest stosunkowo rzadko spotykany w mowie potocznej (z wyjątkiem konstrukcji z nazwami własnymi), częściej używa się wyrażeń przyimkowych z von, których z kolei unika się w stylu oficjalnym, np. der Dach vom Haus zamiast der Dach des Hauses → dach domu. Istnieją jednak konteksty, w których użycie dopełniacza w języku oficjalnym jest niemożliwe i zastępuje się go przez von, oraz takie, w których obie konstrukcje mogą być używane wymienne.
Wyrażenia z von używa się zawsze:
- gdy rzeczownik stoi sam (nie poprzedza go np. rodzajnik) lub użyty jest ze słowem nieodmienianym (przykładowo określnik bez końcówek, liczebnik), np. das Pflücken von Blumen → zrywanie kwiatów, der Preis von vier Autos → cena czterech aut;
- we frazie opisującej, np. eine Tat von weltgeschichtlicher Bedeutung → czyn o historycznym znaczeniu;
- z zaimkami osobowymi, np. sechs von euch → sześcioro z was;
- w konstrukcjach z viel, wenig i zaimkami nieokreślonymi, np. etwas von ihrem Vermögen → coś z jej majątku.

Konstrukcje von są alternatywą dla dopełniacza w języku oficjalnym w następujących sytuacjach:
- aby uniknąć dwóch lub kilku następujących po sobie rzeczowników w dopełniaczu, np. der Balkon von dem Palast des Königs zamiast der Balkon des Palastes des Königs → balkon pałacu króla;
- kiedy rzeczownik jest określony przez przymiotnik bez rodzajnika, np. die Belastung von alten Kraftwerken albo die Belastung alter Kraftwerke → obciążenie starych elektrowni (konstrukcja z von preferowana jest zwłaszcza wtedy, gdy przed pierwszym rzeczownikiem stoi rodzajnik nieokreślony);
- kiedy przed rzeczownikiem stoi zaimek nieokreślony, np. die Befürchtungen von vielen Eltern albo die Befürchtungen vieler Eltern → obawy wielu rodziców;
- przy nazwach geograficznych, np. die Hauptstadt von Polen albo die Hauptstadt Polens → stolica Polski;
- po wielu konstrukcjach związanych z ilością, liczbą, np. drei von seinen Freunden albo drei seiner Freunde → troje jego przyjaciół.

#### Użycie dopełniacza z nazwami własnymi
Pod względem odmiany można wyróżnić nazwy własne używane zawsze z rodzajnikiem oraz takie, które wymagają go tylko w określonych konstrukcjach. Te pierwsze odmieniają się przez przypadki według normalnego wzorca – w rodzaju żeńskim nie mają dodatkowych końcówek, w rodzaju męskim i nijakim pojawia się w dopełniaczu –s (lub –es w przypadku niektórych), np. des Neckars → rzeki Neckar, des Rheins → Renu (rzadziej des Rheines). W rzeczownikach złożonych istnieje czasem wybór między końcówką dopełniacza (–s, –es lub brakiem końcówki).
Nazwy własne drugiej grupy używane bez rodzajnika mają dodatkowe –s, np. Annas Meinung → zdanie Anny, die Politik Merkels → polityka Merkel, Londons bekannteste Einkaufsstraße → najbardziej znana ulica handlowa Londynu, die Wohnung Herrn Müllers → mieszkanie pana Müllera. Kiedy jednak są używane z rodzajnikiem, istnieje silna tendencja do zaniku końcówek, np. die Verehrung der heiligen Anna → kult świętej Anny; Die Leiden des jungen Werther → Cierpienia młodego Werthera (od drugiego wydania; w pierwszym: die Leiden des jungen Werthers). Nazwy geograficzne, nazwy produktów używa się po rodzajnikach z końcówkami lub bez końcówek dopełniacza, np. die schönsten Städte des alten Europa(s) → najpiękniejsze miasta starej Europy; die neue Generation des Opel(s) → nowa generacja Opla.
W przypadku wieloczłonowych nazw własnych końcówkę otrzymuje tylko jej rdzeń, np. die Werke Johann Sebastian Bachs → dzieła Jana Sebastiana Bacha. Jeśli nazwa własna kończy się na –s, –ss, –ß, –z, –tz, –x, to w pisanym języku pojawia się apostrof zamiast dodatkowej końcówki. Można również, zwłaszcza w języku mówionym, tworzyć konstrukcje z von, np. Fritz’ Vater = der Vater von Fritz → ojciec Fritza.
Nazwy własne w dopełniaczu użyte bez rodzajnika przybierają końcówkę –s, a użyte z rodzajnikiem – nie. Porównaj: die Rede Müllers, die Rede des Müller. Nazwy własne użyte bez rodzajnika, które poprzedza tytuł otrzymują końcówkę –s, np. die Rede Direktor Müllers. W przypadku tych użytych z rodzajnikiem końcówkę otrzymuje tytuł (jeśli jest ich więcej, otrzymuje ją tylko ten pierwszy), np. die Rede des Direktors Professor Müller. Herr odmienia się zawsze (niezależnie, czy nazwa jest używana z rodzajnikiem czy bez), tworząc formę Herrn, natomiast Doktor nie odmienia się, jeśli po nim następuje nazwa własna, np. Das ist Doktor Meiers Praxis. Das ist die Praxis Doktor Meiers. → To jest gabinet doktora Meiera. Das ist die Praxis des Doktor Meier., ale: Das ist die Praxis des Doktors / die Praxis des Herrn Doktors.
Inne przykłady: des Kaisers Wilhelm, der Frau Schmidt, des Fräuleins Schneider, des Landes Hessen, des Vorsitzenden Wagner, des Monats April, eines Glases Wasser, eines Liters Milch.

### Celownik
Celownik (Dativ) używany jest w dopełnieniu dalszym, wskazuje osobę lub przedmiot, na który wywierany jest wpływ przez czynność wyrażoną przez czasownik. Użycie niemieckiego Dativu w znacznym stopniu pokrywa się ze stosowaniem polskiego celownika. Różnice mogą wynikać z łączenia się danego przyimka z innym przypadkiem. Poza tym Dativ występuje:
- czasem przy przedmiotach, które są zmieniane, naprawiane lub ulepszane, np. Er setzt dem Auto einen neuen Motor ein. → On montuje w aucie nowy silnik[34].
- w wielu kontekstach zastępując przyimek für, choć czasem może wprowadzać niejednoznaczność, np. Das war mir eine Lehre. → To była dla mnie nauczka. Ich habe meinem Vater einen Brief geschrieben. → Napisałem mojemu ojcu/dla mojego ojca list[34].
- przy wskazywaniu osoby, której punkt widzenia jest poruszany, zwłaszcza z wyrazami zu i genug[34], np. Fährt er dir schnell genug? → Czy on prowadzi według ciebie wystarczajaco szybko?
- przy mówieniu o odczuciach (zwłaszcza z gut, heiß, kalt, übel, schwindlig, wohl, bange) z czasownikami sein i werden[34], np. Es ist mir warm. → Jest mi ciepło.

Konstrukcje z celownikiem mogą również być używane do określania przynależności, zwłaszcza w odniesieniu do części ciała i części garderoby, np. Einem Polizisten ist die Hand gebrochen worden. → Policjantowi złamano rękę. Er hat sich in den Finger geschnitten. → Przeciął się w palec. Przynależność może być też wyrażana przez zaimek dzierżawczy (lub dopełniacz), ale celownik preferowany jest, jeśli czynność ma wpływ też na samą osobę. Porównaj: Regen tropfte ihr auf den Hut. → Deszcz padał jej na kapelusz (który miała na sobie i stawała się mokra). Regen tropfte auf ihren Hut. → Deszcz padał na jej kapelusz (niekoniecznie miała go na sobie). W języku potocznym dość często używa się specyficznej konstrukcji z celownikiem do wyrażania własności typu: Das ist meinem Vater sein Hut. → To jest kapelusz mojego ojca., ale spotyka się ona z krytyką normatywistów.
Po czasownikach beißen, küssen, schmerzen, stechen, stoßen, zwicken może występować zarówno biernik, jak i celownik dla oznaczania posiadacza części ciała, np. Der Hund biss mir/mich ins Bein. → Pies ugryzł mnie w nogę. Do takich czasowników należą również hauen, klopfen, schießen, schlagen, schneiden, treten, ale celownik jest z nimi używany częściej.

### Biernik
Niemiecki Akkusativ wykazuje dużą zbieżność z polskim biernikiem, występuje m.in. w dopełnieniu bliższym po czasownikach przechodnich. Jednakże w języku niemieckim po czasownikach przechodnich w przeczeniach również występuje biernik, a w polskim – dopełniacz, np. Ich kenne diese Frau. Ich kenne diese Frau nicht. → Znam tę kobietę. Nie znam tej kobiety. Poza tym biernik występuje m.in. po niektórych przyimkach, wyrażeniach przysłówkowych, zwłaszcza związanych z wyrażaniem dystansu lub czasu (np. Sie kommt jeden Tag. → Ona przychodzi każdego dnia.), innych wyrażeniach związanych z ruchem (np. Er kam den Berg herauf. → Wszedł na [szczyt] góry.), w pozdrowieniach i życzeniach (np. Guten Tag! → Dzień dobry!).

### Apozycja
Fraza rzeczownikowa może być w apozycji do innej frazy, jeśli następuje bezpośrednio po niej i dostarcza o niej dodatkowe informacje. Taka fraza w apozycji jest odmieniona w takim samym przypadku jak rzeczownik, który opisuje. Dotyczy to również fraz wprowadzanych przez als i wie, np. für Helmut als gläubigen Katholiken → dla Helmuta jako wierzącego katolika, nach einer Nacht wie dieser → po takiej nocy jak ta; in Schiltach, einem kleinen Städtchen im Schwarzwald → w Schiltach, niewielkim miasteczku w Schwarzwaldzie.

### Przypadki przy wskazywaniu ilości
Fraza rzeczownikowa po rzeczowniku wskazującym na ilość jest traktowana jakby była w apozycji, ma taki sam przypadek jak on, np. eine Flasche Bier → butelka piwa, eine Flasche belgisches Bier (Nominativ) → butelka belgijskiego piwa; Er kauft zwei Flaschen belgischen Bier. (Akkusativ) → On kupuje dwie butelki belgijskiego piwa, mit einer Tasse heißem Kaffee (Dativ) → z filiżanką gorącej kawy. W języku obiegowym czasami zastępuje się w takich sytuacjach celownik biernikiem i na odwrót, ale konstrukcje takie nie są aprobowane normatywnie. Czasami w sekwencji rzeczownik wskazujący na ilość + przymiotnik + rzeczownik występuje dopełniacz. W rodzaju męskim i nijakim liczby pojedynczej taka konstrukcja brzmi oficjalnie, ale w liczbie mnogiej używana jest też w języku mówionym, np. 5 Jahre treuer Mitarbeit → 5 lat oddanej współpracy.
W celowniku liczby mnogiej rzeczowniki wskazujące na ilość zakończone na –er typu Liter, Meter, Zentner mogą same przyłącząć końcówkę –n zamiast następującego po nich rzeczownika, np. mit drei Zentnern Zwiebel (częściej) = mit drei Zentner Zwiebeln → z czterema kwintalami cebuli. W połączeniach z innymi rzeczownikami wskazującymi na ilość następujący po nich rzeczownik w liczbie mnogiej w celowniku również może (lecz nie musi) mieć końcówkę –n, np. mit einem Haufen Teller(n) → ze stertą talerzy. Jeśli rzeczownik poprzedzony jest przymiotnikiem, to może on mieć w liczbie pojedynczej w celowniku zarówno końcówki odmiany mocnej, jak i słabej, np. mit einem Kilogramm gekochten/gekochtem Schinken → z kilogramem gotowanej szynki. Jeśli rzeczownik ten jest w liczbie mnogiej, są trzy możliwości – końcówka jak w mianowniku, celowniku lub dopełniaczu, np. mit einem Strauß gelbe/gelben/gelber Rosen → z bukietem żółtych róż.
W przypadku rzeczowników typu Anzahl, Gruppe, Haufen, Schar, Reihe, Sorte, jeśli następujący po nich rzeczownik poprzedza jeszcze przymiotnik, to możliwy jest dopełniacz (zwłaszcza w języku pisanym) lub konstrukcja z von, np. große Mengen alter Autos = große Mengen von alten Autos → duża liczba starych samochodów. Jeśli po rzeczownikach tego typu występuje sam rzeczownik, to zwykle używa się konstrukcji z von, choć apozycja jest również możliwa, np. eine Art (von) Kuchen → rodzaj ciasta, eine große Menge (von) Laptops → duża liczba laptopów.
Rzeczowniki wyrażające liczbę typu das Duzend, das Hundert, das Tausend, die Million, die Milliarde w liczbie mnogiej bez poprzedzającego liczebnika używane są w konstrukcjach z von, np. Tausende von Menschen → tysiące ludzi. Jeśli następujący po nich rzeczownik jest użyty z przymiotnikiem, to możliwa jest konstrukcja z von, apozycja lub dopełniacz, np. Tausende/tausende von jungen Männern = Tausende/tausende junger Männer = Tausende/tausende junge Männer → tysiące młodych mężczyzn. Jeśli takie rzeczowniki są używane w liczbie pojedynczej lub w mnogiej poprzedzone liczebnikiem, to zwykle następujący po nich rzeczownik stoi w apozycji, rzadziej w dopełniaczu, np. drei Millionen erwachsene(r) Menschen → trzy miliony dorosłych ludzi, ein Dutzend Eier → [jeden] tuzin jaj.

## Odmiana rodzajnika
Rodzajniki nie są samodzielną częścią mowy, występują tylko w połączeniu z rzeczownikiem. Rodzajnik stoi zawsze przed rzeczownikiem, odmienia się razem z nim, uwzględniając rodzaj gramatyczny, liczbę i przypadek.
Wyróżnia się rodzajnik określony, rodzajnik nieokreślony, a w sytuacji, kiedy w zdaniu przed rzeczownikiem nie występuje rodzajnik, mówi się o rodzajniku zerowym.
| Kasus/Fall przypadek | Singular l. poj.    | Singular l. poj.    | Singular l. poj.  | Plural l. mn. |
| Kasus/Fall przypadek | Maskulinum r. męski | Femininum r. żeński | Neutrum r. nijaki | Plural l. mn. |
| -------------------- | ------------------- | ------------------- | ----------------- | ------------- |
| Nominativ mianownik  | der                 | die                 | das               | die           |
| Genitiv dopełniacz   | des                 | der                 | des               | der           |
| Dativ celownik       | dem                 | der                 | dem               | den           |
| Akkusativ biernik    | den                 | die                 | das               | die           |

W języku mówionym, a zwłaszcza w regionalnych wariantach języka niemieckiego, często występują formy zredukowane rodzajnika określonego, np. Halt’s Maul! → Stul pysk! (a właściwie: Halt das Maul!). Poza tym niektóre przyimki ulegają fuzji z niektórymi rodzajnikami określonymi, np. an + dem = am.
Rodziny wyrazów der, die, das używa się także jako zaimków wskazujących i zaimków względnych.
| Kasus/Fall przypadek | Singular l. poj.    | Singular l. poj.    | Singular l. poj.  | Plural l. mn. |
| Kasus/Fall przypadek | Maskulinum r. męski | Femininum r. żeński | Neutrum r. nijaki | Plural l. mn. |
| -------------------- | ------------------- | ------------------- | ----------------- | ------------- |
| Nominativ mianownik  | ein                 | eine                | ein               | –             |
| Genitiv dopełniacz   | eines               | einer               | eines             | –             |
| Dativ celownik       | einem               | einer               | einem             | –             |
| Akkusativ biernik    | einen               | eine                | ein               | –             |

Rodzajnik nieokreślony występuje tylko przed policzalnymi rzeczownikami w liczbie pojedynczej. W liczbie mnogiej rodzajnik nieokreślony nie występuje – przed rzeczownikiem nie używa się wtedy rodzajnika (rodzajnik zerowy). Porównaj: Hier wächst ein Baum. → Tutaj rośnie drzewo. Hier wachsen Bäume. → Tutaj rosną drzewa.
Spotyka się także formy skrócone rodzajników nieokreślonych, zwłaszcza w języku mówionym i w komunikacji internetowej. Przykładowo ‘n lub ‘nen mogą zastąpić często zarówno ein, jak i einen, np. Ich hab da ‘n Problem. → Mam tu problem. Nettes Foto, habs gestern ner Freundin gezeigt. → Fajna fotka, pokazałam ją wczoraj przyjaciółce.
Wyrazów z rodziny ein nie używa się jednak wyłącznie jako rodzajnika nieokreślonego – wykorzystywana jest również jako zaimek nieokreślony i liczebnik główny.

## Rzeczownik

### Ogólne uwagi o deklinacji rzeczownika
Wiele rzeczowników odmienia się przez przypadki, choć odmiana ta, zwłaszcza u rzeczowników rodzaju żeńskiego, w dużej mierze zanikła. Charakterystyczne końcówki rzeczowników można zaobserwować zwłaszcza w dopełniaczu liczby pojedynczej i celowniku liczby mnogiej. Odmiana przez przypadki jest jednak często zaznaczona w elementach towarzyszących rzeczownikowi, przede wszystkim określnikach (m.in. rodzajnikach) i przymiotnikach.
Niektóre rzeczowniki wymagają konkretnych przyimków, za których pośrednictwem łączą się z innymi rzeczownikami lub zaimkami, a z kolei przyimki te determinują, jakie przypadki gramatyczne zostaną użyte (tzw. rekcja rzeczownika). Niektóre z takich przyimków zawsze występują w połączeniach z jednym przypadkiem gramatycznym, inne tworzą związki albo z celownikiem, albo z biernikiem, np. der Bedarf an (+ celownik) → zapotrzebowanie na, der Gedanke an (+ biernik) → myśl o.
Do rzeczowników w celowniku w liczbie mnogiej na ogół dodaje się końcówkę –n (np. den Töchtern). Nie dodaje się jej jednak, kiedy rzeczownik jest już zakończony na –n lub –s (np. den Autos). Często pomija się –n po liczebnikach, np. eine Höhe von 5 Meter(n) → wysokość 5 metrów. W języku obiegowym dodatkowe –n bywa opuszczane również w innych sytuacjach, choć jest to uważane za nienormatywne (np. Eis mit Früchte → lód z owocami zamiast Eis mit Früchten).
Ze względu na formę dopełniacza liczby pojedynczej i mianownika liczby mnogiej można wyróżnić odmianę słabą, mocną i mieszaną.

### Odmiana mocna
Według odmiany mocnej (starke Deklination) odmienia się większość rzeczowników rodzaju męskiego i nijakiego oraz nieliczna grupa rzeczowników rodzaju żeńskiego z przegłosem w liczbie mnogiej. Rzeczowniki rodzaju męskiego i nijakiego należące do tej grupy otrzymują w dopełniaczu liczby pojedynczej końcówkę –(e)s. W liczbie mnogiej występują końcówki –e, –er, –s lub nie ma dodatkowej końcówki; częsty jest przegłos.
| przypadek | Singular     | Plural     |  | Singular     | Plural     |
| --------- | ------------ | ---------- |  | ------------ | ---------- |
| Nominativ | der Berg     | die Berge  |  | das Brot     | die Brote  |
| Genitiv   | des Berg(e)s | der Berge  |  | des Brot(e)s | der Brote  |
| Dativ     | dem Berg(e)  | den Bergen |  | dem Brot(e)  | den Broten |
| Akkusativ | den Berg     | die Berge  |  | das Brot     | die Brote  |

| przypadek | Singular      | Plural         |  | Singular    | Plural       |
| --------- | ------------- | -------------- |  | ----------- | ------------ |
| Nominativ | der Feigling  | die Feiglinge  |  | der Kurier  | die Kuriere  |
| Genitiv   | des Feiglings | der Feiglinge  |  | des Kuriers | der Kuriere  |
| Dativ     | dem Feigling  | den Feiglingen |  | dem Kurier  | den Kurieren |
| Akkusativ | den Feigling  | die Feiglinge  |  | den Kurier  | die Kuriere  |

| przypadek | Singular    | Plural      |  | Singular     | Plural       |
| --------- | ----------- | ----------- |  | ------------ | ------------ |
| Nominativ | der Fehler  | die Fehler  |  | das Fenster  | die Fenster  |
| Genitiv   | des Fehlers | der Fehler  |  | des Fensters | der Fenster  |
| Dativ     | dem Fehler  | den Fehlern |  | dem Fenster  | den Fenstern |
| Akkusativ | den Fehler  | die Fehler  |  | das Fenster  | die Fenster  |

| przypadek | Singular     | Plural      |  | Singular     | Plural      |
| --------- | ------------ | ----------- |  | ------------ | ----------- |
| Nominativ | der Wald     | die Wälder  |  | das Lied     | die Lieder  |
| Genitiv   | des Wald(e)s | der Wälder  |  | des Lied(e)s | der Lieder  |
| Dativ     | dem Wald(e)  | den Wäldern |  | dem Lied(e)  | den Liedern |
| Akkusativ | den Wald     | die Wälder  |  | das Lied     | die Lieder  |

| przypadek | Singular  | Plural      |
| --------- | --------- | ----------- |
| Nominativ | die Stadt | die Städte  |
| Genitiv   | der Stadt | der Städte  |
| Dativ     | der Stadt | den Städten |
| Akkusativ | die Stadt | die Städte  |

| przypadek | Singular   | Plural      |  | Singular | Plural   |
| --------- | ---------- | ----------- |  | -------- | -------- |
| Nominativ | die Mutter | die Mütter  |  | das Pils | die Pils |
| Genitiv   | der Mutter | der Mütter  |  | des Pils | der Pils |
| Dativ     | der Mutter | den Müttern |  | dem Pils | den Pils |
| Akkusativ | die Mutter | die Mütter  |  | das Pils | die Pils |

| przypadek | Singular   | Plural      |
| --------- | ---------- | ----------- |
| Nominativ | die Kamera | die Kameras |
| Genitiv   | der Kamera | der Kameras |
| Dativ     | der Kamera | den Kameras |
| Akkusativ | die Kamera | die Kameras |

| przypadek | Singular     | Plural       |
| --------- | ------------ | ------------ |
| Nominativ | das Meeting  | die Meetings |
| Genitiv   | des Meetings | der Mettings |
| Dativ     | dem Meeting  | den Meetings |
| Akkusativ | das Meeting  | die Meetings |

W dopełniaczu liczby pojedynczej końcówka –es występuje w następujących wypadkach:
- kiedy rzeczownik zakończony jest na –s, –ss, –ß, –x, –z, tz, np. des Hauses, des Spaßes, des Flusses, des Reflexes, des Quarzes, des Platzes;
- często, gdy jednosylabowy rzeczownik kończy się na spółgłoskę, np. des Bildes, des Tuches;
- często przy wielosylabowych rzeczownikach z akcentem na końcowej sylabie oraz złożeniach ze zrostkiem –s–, np. des Gehaltes, des Arbeitstages.

W dopełniaczu liczby pojedynczej końcówka –s występuje w następujących wypadkach:
- przy rzeczowniku zakończonym na –el, –em, –en, –er, –chen, –lein, np. des Vogels, des Atems, des Bratens, des Katers, des Mäppchens, des Fräuleins;
- przeważnie, gdy rzeczownik kończy się na samogłoskę (z ewentualnym h), np. des Baus, des Schuhs;
- przeważnie przy wielosylabowych rzeczownikach bez akcentu na końcowej sylabie, np. des Urlaubs, des Vortrags.

W niektórych przypadkach końcówkę –(e)s w dopełniaczu pomija się. Dotyczy to:
- często nazw miesięcy i pór roku, np. am Morgen des dreizehnten Februar(s) → rano trzynastego lutego
- często nazw dni tygodnia[58], np. im Laufe des Mittwoch(s) → z upływem środy
- często nazw nurtów stylistycznych, artystycznych, epok, np. des Empire(s) → [stylu] empire
- opcjonalnie skrótów i innych części mowy używanych jako rzeczowniki, np. des Pkw(s) → samochodu osobowego, meines Gegenüber(s) → mojego sąsiada z naprzeciwka
- niekiedy wielu rzeczowników obcego pochodzenia i niektórych niemieckich, zwłaszcza terminów technicznych lub specyficznych nazw, np. des Dativ, des Establishment, des Gulasch, des Parlament
- często rzeczowników po przyimkach, jeśli występują bez przymiotnika bądź określnika, np. wegen Geldmangel → ze względu na brak pieniędzy, laut Bericht → zgodnie z doniesieniem
- często nazw produktów[58], np. Hersteller des Aspirin(s) → producent aspiryny
- często w słowach wchodzących w skład wyrażenia złożonego z kilku słów (oprócz ostatniego członu)[59], np. ein Stück eingenen Grund und Bodens → kawałek własnej ziemi
- niektórych rzeczowników obcego pochodzenia zakończonych na –s lub –x, np. des Chaos, des Index, des Globus, des Kommunismus, des Zirkus (ale: des Busses, des Kongresses).

W celowniku liczby pojedynczej, zwłaszcza jednosylabowych rzeczowników, może pojawiać się dodatkowa końcówka –e (np. auf dem Weg(e) → na drodze), choć obecne występuje dość rzadko i brzmi przestarzale. Występuje głównie w utartych wyrażeniach, np. im engeren/weiteren Sinne → w węższym/szerszym znaczeniu, im Laufe der Zeit → z biegiem czasu, im Grunde [genommen] → ogólnie rzecz biorąc, zasadniczo, im Jahre 2000 → w roku 2000, auf dem Lande → na wsi, nach/zu Hause → do/w domu. Czasami obecność dodatkowego –e w celowniku zależy od znaczenia, np. wyrażenie am Rand jest używane częściej z fizycznymi obiektami (np. am Rand des Schwimmbeckens → na skraju basenu), podczas gdy am Rande częściej w sensie przenośnym (np. am Rande des Wahnsinns → na skraju szaleństwa).

### Odmiana słaba
Według odmiany słabej (schwache Deklination) odmienia się zdecydowana większość rzeczowników rodzaju żeńskiego (ponad 90%) oraz niektóre rzeczowniki rodzaju męskiego. Rzeczowniki należące do tej grupy w liczbie mnogiej kończą się na –en, a przy rzeczownikach rodzaju męskiego końcówka ta pojawia się również w liczbie pojedynczej z wyjątkiem mianownika.
| przypadek | Singular    | Plural        |  | Singular  | Plural     |
| --------- | ----------- | ------------- |  | --------- | ---------- |
| Nominativ | die Wohnung | die Wohnungen |  | die Achse | die Achsen |
| Genitiv   | der Wohnung | der Wohnungen |  | der Achse | der Achsen |
| Dativ     | der Wohnung | den Wohnungen |  | der Achse | der Achsen |
| Akkusativ | die Wohnung | die Wohnungen |  | die Achse | die Achsen |

| przypadek | Singular     | Plural       |  | Singular   | Plural     |
| --------- | ------------ | ------------ |  | ---------- | ---------- |
| Nominativ | der Mensch   | die Menschen |  | der Bauer  | die Bauern |
| Genitiv   | des Menschen | der Menschen |  | des Bauern | der Bauern |
| Dativ     | dem Menschen | den Menschen |  | dem Bauern | der Bauern |
| Akkusativ | den Menschen | die Menschen |  | den Bauern | die Bauern |

Rzeczowników rodzaju męskiego odmieniających się według tego wzoru jest stosunkowo niewiele. Należą do nich:
- niektóre rzeczowniki kończące się na –e, np. der Affe, der Bote, der Bulle, der Erbe, der Experte, der Hase, der Heide, der Insasse, der Invalide, der Jude, der Junge, der Knabe, der Kollege, der Kunde, der Laie, der Löwe, der Pate, der Rabe, der Rivale, der Sklave, der Zeuge[64].
  - nazwy mieszkańców wielu krajów, np. der Brite, der Chinese, der Finne, der Franzose, der Grieche, der Ire, der Kroate, der Mongole, der Pole, der Rumäne, der Russe, der Schotte, der Slowake, der Schwede, der Tscheche, der Türke, der Vietnamese[65].
  - nazwy zawodów wywodzące się z greki[64], np. der Biologe, der Psychologe, der Soziologe.
- rzeczowniki pochodzenia obcego kończące się na –ent, –ant, –at, –ist i inne akcentowane końcówki[66], np. der Assistent, der Automat, der Barbar, der Christ, der Demokrat, der Demonstrant, der Diamant, der Diplomat, der Elefant, der Fotograf, der Idiot, der Journalist, der Lieferant, der Kamerad, der Kandidat, der Kapitalist, der Katholik, der Kommunist, der Kosmonaut, der Monarch, der Musikant, der Ökonom, der Patient, der Philosoph, der Planet, der Polizist, der Präsident, der Produzent, der Prophet, der Rebell, der Satellit, der Soldat, der Sozialist, der Student, der Terrorist, der Therapeut, der Tourist, der Tyrann.
- inne rzeczowniki, głównie jednosylabowe[64][66], np. der Asiat, der Bär, der Bauer, der Fürst, der Graf, der Held, der Herr, der Hirt, der Mensch, der Nachbar, der Narr, der Prinz.

Rzeczowniki odmiany słabej nie mają końcówki –(e)n w liczbie pojedynczej, jeśli są używane bez określnika (rodzajnika), dzięki czemu można odróżnić, czy rzeczownik został użyty w liczbie pojedynczej czy mnogiej (wyjątkiem jest Herrn od rzeczownika der Herr), np. Die Situation war für Professor und Student peinlich. → Sytuacja była niezręczna i dla profesora, i studenta.
W języku wernakularnym końcówki rzeczowników odmiany słabej w liczbie pojedynczej –(e)n czasami się pomija i dany rzeczownik odmienia według odmiany mocnej (np. des Nachbars, dem Nachbar, den Nachbar), choć formy te nie należą do ustandaryzowanego języka literackiego. Jednakże w przypadku kilku rzeczowników przyjęły się oba wzorce odmiany. Dotyczy to der Magnet, der Oberst, der Papagei, der Partisan, der Spatz (rzadziej również der Bauer, der Nachbar). Czasem rzeczownik der Typ w znaczeniu koleś, facet w języku potocznym odmienia się według odmiany słabej.
Porównaj użycie rzeczownika odmiany słabej der Automat w liczbie pojedynczej i mnogiej: Im Erdgeschoss steht ein Automat/gibt es einen Automaten. → Na parterze stoi/jest automat. Am Automaten kann man Getränke und Snacks kaufen. → W automacie można kupić napoje i przekąski. Im Erdgeschoss stehen Automaten/gibt es Automaten. → Na parterze stoją/są automaty. An den Automaten kann man Getränke und Snacks kaufen. → W automatach można kupić napoje i przekąski.

### Odmiana mieszana
Według odmiany mieszanej (gemischte Deklination) odmienia się niewielka grupa rzeczowników rodzaju męskiego i nijakiego. W liczbie pojedynczej odmieniają się one według odmiany mocnej (końcówka –[e]s w dopełniaczu), a w liczbie mnogiej według odmiany słabej (końcówka –en).
| przypadek | Singular      | Plural      |  | Singular  | Plural    |
| --------- | ------------- | ----------- |  | --------- | --------- |
| Nominativ | der Staat     | die Staaten |  | das Auge  | die Augen |
| Genitiv   | des Staat(e)s | der Staaten |  | des Auges | der Augen |
| Dativ     | dem Staat(e)  | den Staaten |  | dem Auge  | den Augen |
| Akkusativ | den Staat     | die Staaten |  | das Auge  | die Augen |

Niektóre rzeczowniki rodzaju męskiego przechodziły z biegiem czasu stopniową zmianę z deklinacji słabej na mocną. Mają końcówkę –n w liczbie mnogiej oraz w bierniku i celowniku liczby pojedynczej, natomiast w dopełniaczu liczby pojedynczej występuje końcówka –ns. Należą do nich der Gedanke, der Wille, der Buchstabe, der Glaube, der Funke, der Schade. Niektóre rzeczowniki tego typu mają alternatywną formę mianownika z końcówką –n. W praktyce formy der Samen, der Haufen niemal całkowicie wyparły formy der Same, der Haufe, a forma der Frieden jest częściej spotykana niż der Friede.
| przypadek | Singular   | Plural    |
| --------- | ---------- | --------- |
| Nominativ | der Name   | die Namen |
| Genitiv   | des Namens | der Namen |
| Dativ     | dem Namen  | den Namen |
| Akkusativ | den Namen  | die Namen |

| rzeczownik | der Drachen → latawiec | der Drachen → latawiec |  | der Drache → smok | der Drache → smok |
| przypadek  | Singular               | Plural                 |  | Singular          | Plural            |
| ---------- | ---------------------- | ---------------------- |  | ----------------- | ----------------- |
| Nominativ  | der Drachen            | die Drachen            |  | der Drache        | die Drachen       |
| Genitiv    | des Drachens           | der Drachen            |  | des Drachen       | der Drachen       |
| Dativ      | dem Drachen            | den Drachen            |  | dem Drachen       | den Drachen       |
| Akkusativ  | den Drachen            | die Drachen            |  | den Drachen       | die Drachen       |

Odmiana niektórych rzeczowników wykazuje jeszcze więcej nieregularności. Rzeczownik das Herz → serce użyty w znaczeniu przenośnym ma zwykle w dopełniaczu końcówkę -ens, a w celowniku końcówkę -en. Kiedy jednak nie poprzedza go rodzajnik ani przymiotnik, w celowniku dominuje forma bez końcówki. W kontekście medycznym dominują formy des Herzes i dem Herz.
| przypadek | Singular               | Plural     |
| --------- | ---------------------- | ---------- |
| Nominativ | das Herz               | die Herzen |
| Genitiv   | des Herzens des Herzes | der Herzen |
| Dativ     | dem Herzen dem Herz    | den Herzen |
| Akkusativ | das Herz               | die Herzen |

## Przymiotnik

### Ogólne uwagi o deklinacji przymiotnika
Przymiotnik przydawkowy znajdujący się przed rzeczownikiem ma różne formy fleksyjne w zależności od rodzaju, przypadka i liczby rzeczownika (związek zgody), np. das elegante Restaurant, ein bunter Vogel. W taki sam sposób odmieniają się także przymiotniki w konstrukcjach, gdzie rzeczownik występuje niejako w domyśle, w zdaniach typu: Dieses Problem ist ein wichtiges. → Ten problem jest [problemem] ważnym. Die Frage scheint mir keine freundliche, sondern eine vorwurfsvolle zu sein. → Pytanie to wydaje mi się nie być przyjacielskim [pytaniem], a pełnym zarzutów. Podobnie odmiana ta dotyczy przymiotników i imiesłowów użytych rzeczownikowo, np. das Interessante → to, co interesujące, der Vorgesetzte → przełożony.
Ponadto istnieją różne rodzaje odmiany przymiotnika przydawkowego w zależności od wyrazów poprzedzających grupę przymiotnik + rzeczownik, determinujących ich w pewien sposób. Do wyrazów tych należą przede wszystkim rodzajniki – rodzajnik określony, nieokreślony, zerowy.

### Deklinacja słaba przymiotnika
W słabej deklinacji przymiotnika występują tylko dwie końcówki. Końcówka –e pojawia się w mianowniku liczby pojedynczej oraz w bierniku rodzaju żeńskiego i nijakiego w liczbie pojedynczej. W pozostałych przypadkach występuje końcówka –en.
Słaba odmiana przymiotnika występuje:
- po rodzajnikach określonych: der, die, das;
- po zaimkach: dieser, jener, jeder, derselbe, derjenige, welcher, sämtlicher oraz ich odpowiednikach rodzaju żeńskiego, nijakiego i liczby mnogiej;
- na ogół po mancher, irgenwelcher, solcher[77], sämtlicher[78];
- tylko w liczbie mnogiej po: alle, beide, keine i po wszystkich zaimkach dzierżawczych.

| przypadek | Singular   | Singular  | Singular | Plural |
| przypadek | Maskulinum | Femininum | Neutrum  | Plural |
| --------- | ---------- | --------- | -------- | ------ |
| Nominativ | -e         | -e        | -e       | -en    |
| Genitiv   | -en        | -en       | -en      | -en    |
| Dativ     | -en        | -en       | -en      | -en    |
| Akkusativ | -en        | -e        | -e       | -en    |

| Singular  | Singular            | Singular          | Singular            |
| przypadek | Maskulinum          | Femininum         | Neutrum             |
| --------- | ------------------- | ----------------- | ------------------- |
| Nominativ | der starke Mann     | die junge Frau    | das kleine Kind     |
| Genitiv   | des starken Mannes  | der jungen Frau   | des kleinen Kindes  |
| Dativ     | dem starken Mann    | der jungen Frau   | dem kleinen Kind    |
| Akkusativ | den starken Mann    | die junge Frau    | das kleine Kind     |
| Plural    |                     |                   |                     |
| Nominativ | die starken Männer  | die jungen Frauen | die kleinen Kinder  |
| Genitiv   | der starken Männer  | der jungen Frauen | der kleinen Kinder  |
| Dativ     | den starken Männern | den jungen Frauen | den kleinen Kindern |
| Akkusativ | die starken Männer  | die jungen Frauen | die kleinen Kinder  |

| Singular  | Singular               | Singular                | Singular              |
| przypadek | Maskulinum             | Femininum               | Neutrum               |
| --------- | ---------------------- | ----------------------- | --------------------- |
| Nominativ | dieser starke Mann     | dieselbe junge Frau     | jedes kleine Kind     |
| Genitiv   | dieses starken Mannes  | derselben jungen Frau   | jedes kleinen Kindes  |
| Dativ     | diesem starken Mann    | derselben jungen Frau   | jedem kleinen Kind    |
| Akkusativ | diesen starken Mann    | dieselbe junge Frau     | jedes kleine Kind     |
| Plural    |                        |                         |                       |
| Nominativ | diese starken Männer   | dieselben jungen Frauen | alle kleinen Kinder   |
| Genitiv   | dieser starken Männer  | derselben jungen Frauen | aller kleinen Kinder  |
| Dativ     | diesen starken Männern | denselben jungen Frauen | allen kleinen Kindern |
| Akkusativ | diese starken Männer   | dieselben jungen Frauen | alle kleinen Kinder   |

Przykładowe zdania, w których występuje słaba deklinacja przymiotnika: Welcher berühmte Künstler schnitt sich selbst ein Ohr ab? → Który znany artysta odciął sobie ucho? Welches alte Buch ist besonders interessant? Das historische. → Która stara książka jest szczególnie interesująca? [Ta] historyczna. Beide neuen Prozessoren/Die beiden neuen Prozessoren bieten acht Kerne. → Oba nowe procesory oferują osiem rdzeni. Jeder gute Student arbeitet systematisch. → Każdy dobry student pracuje systematycznie. Alle guten Studenten arbeiten systematisch. → Wszyscy dobrzy studenci pracują systematycznie. Dieses schöne Gebäude wurde im Jahre 1900 gebaut. Aber jenes hässliche Hochhaus stammt aus den 1970er Jahren. → Ten piękny budynek został wybudowany w roku 1900. Ale tamten paskudny wieżowiec pochodzi z lat 70. XX w.

### Deklinacja mocna przymiotnika
Formy mocne przymiotnika występują wtedy, gdy nie poprzedza go rodzajnik ani zaimek. Przymiotnik otrzymuje wtedy końcówki rodzajnika określonego we wszystkich przypadkach oprócz dopełniacza liczby pojedynczej rodzaju męskiego i nijakiego, kiedy to przybiera końcówkę –en.
| przypadek | Singular   | Singular  | Singular | Plural |
| przypadek | Maskulinum | Femininum | Neutrum  | Plural |
| --------- | ---------- | --------- | -------- | ------ |
| Nominativ | -er        | -e        | -es      | -e     |
| Genitiv   | -en        | -er       | -en      | -er    |
| Dativ     | -em        | -er       | -em      | -en    |
| Akkusativ | -en        | -e        | -es      | -e     |

| Singular  | Singular     | Singular         | Singular      |
| przypadek | Maskulinum   | Femininum        | Neutrum       |
| --------- | ------------ | ---------------- | ------------- |
| Nominativ | alter Wein   | frische Wurst    | kaltes Bier   |
| Genitiv   | alten Weines | frischer Wurst   | kalten Bieres |
| Dativ     | altem Wein   | frischer Wurst   | kaltem Bier   |
| Akkusativ | alten Wein   | frische Wurst    | kaltes Bier   |
| Plural    |              |                  |               |
| Nominativ | alte Weine   | frische Würste   | kalte Biere   |
| Genitiv   | alter Weine  | frischer Würste  | kalter Biere  |
| Dativ     | alten Weinen | frischen Würsten | kalten Bieren |
| Akkusativ | alte Weine   | frische Würste   | kalte Biere   |

Takie formy przymiotnika, którego nie poprzedza rodzajnik ani zaimek występują stosunkowo rzadko. Pojawiają się one:
- przed rzeczownikami abstrakcyjnymi lub określającymi materiały, które nierzadko nie mają liczby mnogiej[82], zwłaszcza przed:
  - produktami żywnościowymi typu Gemüse, Fleisch, Wasser, Bier, Wein, Öl. Przykłady: Ich esse nur frisches Brot (Akkusativ). → Jem tylko świeży chleb. In der Luft hing der Geruch starken Kaffees (Genitiv). → W powietrzu unosił się zapach mocnej kawy[82] (często jednak zamiast dopełniacza pojawia się w takich przypadkach konstrukcja von + Dativ, tj. In der Luft hing der Geruch von starkem Kaffee)[83].
  - materiałami, płynami typu Holz, Eisen, Benzin, Beton, Stahl, Kalk. Przykład: Mein Ehering ist aus reinem Gold (Dativ). → Moja obrączka jest z czystego złota[82].
  - rzeczownikami oznaczającymi cechy, związanymi z odczuciami, np. Mut, Freudlichkeit, Intelligenz, Ehrgeiz, Angst, Freude, Hoffnung, Verzweiflung. Przykłady: Alte Liebe rostet nicht (Nominativ). → Stara miłość nie rdzewieje. Sie kämpfte mit großem Mut (Dativ). → Walczyła z wielką odwagą. Ungebrochener Ehrgeiz trieb sie vorwärts (Nominativ). → Niezłomna ambicja pchała ją do przodu[82].
- po liczebnikach głównych, np. Dort warten drei kranke Kinder. → Tam czeka troje chorych dzieci (ale: die drei kranken Kinder – odmiana słaba; seine drei kranken Kinder – odmiana mieszana)[80].
- zwykle po liczebnikach i zaimkach nieokreślonych bez końcówek: viel, wenig, mehr, etwas, genug, mancherlei, allerei[82], np. Im Dachgeschoss liegt allerei unbrauchbares Zeug. → Na strychu leżą rozmaite bezużyteczne graty. Ich habe nur noch etwas gebratenes Fleisch. → Mam jeszcze tylko trochę pieczonego mięsa.
- w liczbie mnogiej po viele, einige, etliche, einzelne, mehrere, wenige[84], które same odmieniają się jak przymiotniki[85], np. Ich habe viele gute Ratschläge bekommen. → Dostałem dużo dobrych porad. Die Äußerungen einiger prominenter Wissenschaftler waren interessant. → Wypowiedzi kilku prominentnych naukowców były interesujące.
- gdy po zaimkach lub nichts występują przymiotniki użyte rzeczownikowo[82], np. Er hat mit nichts Bösem gerechnet. → Nie spodziewał się niczego złego. Ich möchte etwas Bequemes und nicht zu Teueres. → Chciałabym coś wygodnego i nie za drogiego.
- po zaimkach bez końcówek: manch, solch, welch, np. manch guter Mann → niejeden dobry człowiek. Form tych używa się głównie w tekstach literackich[86].
- po zaimku pytającym wessen[80], np. Wessen weißer Hut hängt dort? → Czyj biały kapelusz tam wisi?
- po zaimkach względnych dessen, deren[80], np. Der Journalist, dessen letztes Buch ich las, ist mein Nachbar. → Dziennikarz, którego ostatnią książkę czytałem, jest moim sąsiadem.
- po imionach i nazwiskach w dopełniaczu[86][87], np. Ich habe mir Michaels neues Haus angesehen. → Obejrzałem nowy dom Michaela.
- po zaimkach osobowych w liczbie pojedynczej przy zwracaniu się (także do siebie)[86], choć występują odstępstwa w celowniku oraz w liczbie mnogiej[88]. Przykłady: Du armer Mensch kannst nicht bis zum Nachmittag schlafen. → Ty biedny człowieku nie możesz spać do popołudnia[86].
- w zwrotach grzecznościowych[89], np. Lieber Peter! → Kochany Piotrze!; Sehr geehrter Herr Professor! → Szanowny Panie Profesorze!; mit herzlichem Dank → z serdecznymi podziękowaniami; mit freundlichen Grüßen → z przyjacielskimi pozdrowieniami.
- w tytułach, ogłoszeniach, stylu telegraficznym[81], np. Junger, reicher Mann sucht intelligentes Mädchen. → Młody, bogaty mężczyzna szuka inteligentnej dziewczyny. Gemeiner Fahrraddieb auf frischer Tat ertappt! → Nikczemny złodziej rowerów złapany na gorącym uczynku!

### Deklinacja mieszana przymiotnika
W deklinacji mieszanej pojawiają się słabe i mocne końcówki przymiotnika. Występuje ona po rodzajnikach nieokreślonych, zaimkach dzierżawczych i zaimku kein. W liczbie pojedynczej w mianowniku rodzaju męskiego i nijakiego oraz w bierniku rodzaju nijakiego wyrazy poprzedzające rzeczownik nie mają końcówek (ein, mein, kein), dlatego przymiotnik w odmianie mocnej wskazuje poprzez swoje końcówki na rodzaj rzeczownika (końcówka –er dla rodzaju męskiego i –es dla nijakiego). W pozostałych przypadkach w liczbie pojedynczej występuje deklinacja słaba przymiotnika.
Rodzajnik nieokreślony ein nie występuje w liczbie mnogiej, jego odpowiednikiem w liczbie mnogiej jest rodzajnik zerowy, a przymiotnik otrzymuje końcówki odmiany mocnej. Po zaimkach dzierżawczych i zaimkach nieokreślonych kein występuje natomiast odmiana słaba przymiotnika.
| przypadek | Singular   | Singular  | Singular | Plural |
| przypadek | Maskulinum | Femininum | Neutrum  | Plural |
| --------- | ---------- | --------- | -------- | ------ |
| Nominativ | -er        | -e        | -es      | -e     |
| Genitiv   | -en        | -en       | -en      | -er    |
| Dativ     | -en        | -en       | -en      | -en    |
| Akkusativ | -en        | -e        | -es      | -e     |

| Singular  | Singular             | Singular          | Singular             |
| przypadek | Maskulinum           | Femininum         | Neutrum              |
| --------- | -------------------- | ----------------- | -------------------- |
| Nominativ | ein starker Mann     | eine junge Frau   | ein kleines Kind     |
| Genitiv   | eines starken Mannes | einer jungen Frau | eines kleinen Kindes |
| Dativ     | einem starken Mann   | einer jungen Frau | einem kleinen Kind   |
| Akkusativ | einen starken Mann   | eine junge Frau   | ein kleines Kind     |
| Plural    |                      |                   |                      |
| Nominativ | starke Männer        | junge Frauen      | kleine Kinder        |
| Genitiv   | starker Männer       | junger Frauen     | kleiner Kinder       |
| Dativ     | starken Männer       | jungen Frauen     | klienen Kinder       |
| Akkusativ | starke Männer        | junge Frauen      | kleine Kinder        |

Przykładowe zdania, w których występuje przymiotnik po rodzajniku nieokreślonym: Was für ein Kleid ist das? Das ist ein schwarzes Abendkleid. → Jaka to jest suknia? To jest czarna suknia wieczorowa. Was für ein Zimmer möchten Sie mieten? Ich möchte ein kleines Zimmer mieten. → Jaki pokój chce pani wynająć? Chcę wynająć [jakiś] mały pokój. Die Kosten einer kurzen Reise sind relativ hoch. → Koszty krótkiej podróży są stosunkowo wysokie. Er wollte sich mit einem alten Freund treffen. → Chciał się spotkać ze starym przyjacielem. Möchtest du noch ein Bier? Ja, ein helles bitte. → Chcesz jeszcze piwo? Tak, jasne proszę.
Przykładowe zdania, w których występuje przymiotnik po rodzajniku zerowym jako odpowiedniku rodzajnika nieokreślonego w liczbie mnogiej: Was für Autos interessieren Sie? Mich interessieren nur billige Autos. → Jakie auta pana interesują? Mnie interesują tylko tanie auta. Was für Studenten bestehen die Abschlussprüfung nicht? Faule Studenten bestehen die Abschlussprüfung nicht. → Jacy studenci nie zdają egzaminu końcowego? Leniwi studenci nie zdają egzaminu końcowego.
| przypadek | Singular   | Singular  | Singular | Plural |
| przypadek | Maskulinum | Femininum | Neutrum  | Plural |
| --------- | ---------- | --------- | -------- | ------ |
| Nominativ | -er        | -e        | -es      | -en    |
| Genitiv   | -en        | -en       | -en      | -en    |
| Dativ     | -en        | -en       | -en      | -en    |
| Akkusativ | -en        | -e        | -es      | -en    |

| Singular  | Singular                      | Singular                   | Singular                    |
| przypadek | Maskulinum                    | Femininum                  | Neutrum                     |
| --------- | ----------------------------- | -------------------------- | --------------------------- |
| Nominativ | mein/kein schwarzer Hut       | ihre/keine weiße Jacke     | sein/kein blaues Hemd       |
| Genitiv   | meines/keines schwarzen Hutes | ihrer/keiner weißen Jacke  | seines/keines blauen Hemdes |
| Dativ     | meinem/keinem schwarzen Hut   | ihrer/keiner weißen Jacke  | seinem/keinem blauen Hemd   |
| Akkusativ | meinen/keinen schwarzen Hut   | ihre/keine weiße Jacke     | sein/kein blaues Hemd       |
| Plural    |                               |                            |                             |
| Nominativ | meine/keine schwarzen Hüte    | ihre/keine weißen Jacken   | seine/keine blauen Hemden   |
| Genitiv   | meiner/keiner schwarzen Hüte  | ihrer/keiner weißen Jacken | seiner/keiner blauen Hemden |
| Dativ     | meinen/keinen schwarzen Hüten | ihren/keinen weißen Jacken | seinen/keinen blauen Hemden |
| Akkusativ | meine/keine schwarzen Hüte    | ihre/keine weißen Jacken   | seine/keine blauen Hemden   |

Przykładowe zdania, w których występuje przymiotnik po zaimku dzierżawczym lub kein: Das ist kein guter Vorschlag. → To nie jest dobra propozycja. Das sind keine guten Vorschläge. → To nie są dobre propozycje. Mein jüngerer Bruder ist 9 Jahre alt. → Mój młodszy brat ma 9 lat.

### Odmiana przymiotników i imiesłowów urzeczownikowionych
Przymiotniki i imiesłowy urzeczownikowione (substantivierte Adjektive und Partizipien; inaczej: rzeczowniki odprzymiotnikowe) pod względem syntaktycznym zachowują się jak rzeczowniki; morfologicznie pozostają jednak przymiotnikami – odmieniają się jak przymiotniki przydawkowe zgodnie z trzema typami deklinacji (mocną, słabą, mieszaną). Właściwie od każdego przymiotnika można utworzyć formę rzeczownikową.
| Odmiana mocna (bez rodzajnika) | Odmiana mocna (bez rodzajnika) | Odmiana mocna (bez rodzajnika) | Odmiana mocna (bez rodzajnika) | Odmiana mocna (bez rodzajnika) | Odmiana mocna (bez rodzajnika) | Odmiana mocna (bez rodzajnika) |
| przypadek                      | Maskulinum                     | Maskulinum                     | Femininum                      | Femininum                      | Neutrum                        | Neutrum                        |
| przypadek                      | Singular                       | Plural                         | Singular                       | Plural                         | Singular                       | Plural                         |
| ------------------------------ | ------------------------------ | ------------------------------ | ------------------------------ | ------------------------------ | ------------------------------ | ------------------------------ |
| Nominativ                      | Bekannter                      | Bekannte                       | Bekannte                       | Bekannte                       | Gutes                          | –                              |
| Genitiv                        | Bekannten                      | Bekannter                      | Bekannter                      | Bekannter                      | Guten                          | –                              |
| Dativ                          | Bekanntem                      | Bekannten                      | Bekannter                      | Bekannten                      | Gutem                          | –                              |
| Akkusativ                      | Bekannten                      | Bekannte                       | Bekannte                       | Bekannte                       | Gutes                          | –                              |

| Odmiana słaba (po rodzajniku określonym) | Odmiana słaba (po rodzajniku określonym) | Odmiana słaba (po rodzajniku określonym) | Odmiana słaba (po rodzajniku określonym) | Odmiana słaba (po rodzajniku określonym) | Odmiana słaba (po rodzajniku określonym) | Odmiana słaba (po rodzajniku określonym) |
| przypadek                                | Maskulinum                               | Maskulinum                               | Femininum                                | Femininum                                | Neutrum                                  | Neutrum                                  |
| przypadek                                | Singular                                 | Plural                                   | Singular                                 | Plural                                   | Singular                                 | Plural                                   |
| ---------------------------------------- | ---------------------------------------- | ---------------------------------------- | ---------------------------------------- | ---------------------------------------- | ---------------------------------------- | ---------------------------------------- |
| Nominativ                                | der Bekannte                             | die Bekannten                            | die Bekannte                             | die Bekannten                            | das Gute                                 | –                                        |
| Genitiv                                  | des Bekannten                            | der Bekannten                            | der Bekannten                            | der Bekannten                            | des Guten                                | –                                        |
| Dativ                                    | dem Bekannten                            | den Bekannten                            | der Bekannten                            | den Bekannten                            | dem Guten                                | –                                        |
| Akkusativ                                | den Bekannten                            | die Bekannten                            | die Bekannte                             | die Bekannten                            | das Gute                                 | –                                        |

| Odmiana mieszana (po rodzajniku nieokreślonym, zaimku dzierżawczym, kein) | Odmiana mieszana (po rodzajniku nieokreślonym, zaimku dzierżawczym, kein) | Odmiana mieszana (po rodzajniku nieokreślonym, zaimku dzierżawczym, kein) | Odmiana mieszana (po rodzajniku nieokreślonym, zaimku dzierżawczym, kein) | Odmiana mieszana (po rodzajniku nieokreślonym, zaimku dzierżawczym, kein) | Odmiana mieszana (po rodzajniku nieokreślonym, zaimku dzierżawczym, kein) | Odmiana mieszana (po rodzajniku nieokreślonym, zaimku dzierżawczym, kein) |
| przypadek                                                                 | Maskulinum                                                                | Maskulinum                                                                | Femininum                                                                 | Femininum                                                                 | Neutrum                                                                   | Neutrum                                                                   |
| przypadek                                                                 | Singular                                                                  | Plural                                                                    | Singular                                                                  | Plural                                                                    | Singular                                                                  | Plural                                                                    |
| ------------------------------------------------------------------------- | ------------------------------------------------------------------------- | ------------------------------------------------------------------------- | ------------------------------------------------------------------------- | ------------------------------------------------------------------------- | ------------------------------------------------------------------------- | ------------------------------------------------------------------------- |
| Nominativ                                                                 | ein Bekannter                                                             | keine Bekannten                                                           | eine Bekannte                                                             | keine Bekannten                                                           | ein Gutes                                                                 | –                                                                         |
| Genitiv                                                                   | eines Bekannten                                                           | keiner Bekannten                                                          | einer Bekannten                                                           | keiner Bekannten                                                          | eines Guten                                                               | –                                                                         |
| Dativ                                                                     | einem Bekannten                                                           | keinen Bekannten                                                          | einer Bekannten                                                           | keinen Bekannten                                                          | einem Guten                                                               | –                                                                         |
| Akkusativ                                                                 | einen Bekannten                                                           | keine Bekannten                                                           | eine Bekannte                                                             | keine Bekannten                                                           | ein Gutes                                                                 | –                                                                         |

Przymiotniki urzeczownikowione rodzaju męskiego i żeńskiego zazwyczaj odnoszą się do ludzi. Płeć wyrażona jest poprzez odpowiedni rodzajnik (np. der Bekannte → znajomy, die Bekannte → znajoma). Do rzeczowników tego typu należą: der Abgeordnete → poseł, der Angestellte → pracownik, der Beamte → urzędnik, der Deutsche → Niemiec, der Erwachsene → dorosły, der Freiwillige → ochotnik, der Fremde → obcy, der Gefangene → więzień, der Geistliche → duchowny, der Heilige → święty, der Jugendliche → nastolatek, der Obdachlose → bezdomny, der Reisende → podróżny, der Verlobte → narzeczony, der Verwandte → krewny, der Vorgesetzte → przełożony, der Vorsitzende → przewodniczący.
Szczególnym przypadkiem jest kilka rzeczowników odprzymiotnikowych rodzaju żeńskiego. Według tego wzorca odmienia się die Rechte → prawa ręka, prawica oraz die Linke → lewa ręka, lewica oraz często die Illustrierte → magazyn ilustrowany. Niektóre rzeczowniki, które pochodzą od przymiotników przejęły wzorzec odmiany zwyczajnych rzeczowników (nieodprzymiotnikowych), np. die Brünette → brunetka. W przypadku terminów matematycznych (die Gerade → prosta, die Horizontale → linia pozioma, die Parallele → równoległa, die Variable → zmienna, die Vertikale → linia pionowa) na ogół można używać obu wzorców, choć np. forma in der Vertikalen → w linii pionowej występuje częściej niż in der Vertikale.
Wyjątkowa jest forma rodzaju żeńskiego rzeczownika der Beamte – brzmi ona die Beamtin → urzędniczka (nie: die Beamte) i odmienia się jak zwyczajny rzeczownik.
Większość rzeczowników odprzymiotnikowych rodzaju nijakiego to abstrakcyjne pojęcia, np. Sie hat Hervorragendes geleistet. → Dokonała czegoś wspaniałego. Szczególnie często występują one po słowach typu: alles, etwas, nichts, viel(es), wenig, np. Ich wünsche dir alles Gute. → Życzę ci wszystkiego dobrego.
Ponadto takie formy rzeczowników odprzymiotnikowych rodzaju nijakiego występują w nazwach:
- regionów krajów niemieckojęzycznych, np. Er ist ins Hessische gezogen. → Przeprowadził się do Hesji.
- języków
  - występujące bez końcówek, opcjonalnie w dopełniaczu z końcówką –s, kiedy są zastosowane w specyficznym kontekście lub gdy poprzedza je przymiotnik, np. die Aussprache des modernen Deutsch(s) → wymowa współczesnego [języka] niemieckiego; eine Übersetzung aus dem britischen Englisch → tłumaczenie z brytyjskiego angielskiego. Ich lerne Italienisch. → Uczę się włoskiego.
  - odmieniane jak inne rzeczowniki odprzymiotnikowe rodzaju nijakiego, mówiąc o języku w sensie ogólnym, zawsze z rodzajnikiem określonym, np. Das Deutsche ist dem Niederländischen verwandt. → Niemiecki jest spokrewniony z holenderskim; eine Übersetzung aus dem Russischen → tłumaczenie z rosyjskiego.
- kolorów
  - występujące zwykle bez końcówek, opcjonalnie w dopełniaczu występuje –s, np. Die Ampel hat gerade auf Grün gewechselt. → Światło na sygnalizacji zmieniło się właśnie na zielone. Sie war in Schwarz gekleidet. → Była ubrana na czarno. Das Grün der Bäume und das Blau des Himmels. → Zieleń drzew i błękit nieba.
  - w niektórych utartych wyrażeniach z rodzajnikiem określonym nazwy te są odmienne, np. ins Grüne fahren → jechać na łono natury, ins Schwarze treffen → trafić w samo sedno.

Przykładowe zdania, w których występuje przymiotnik urzeczownikowiony: Bei dem Verkehrsunfall gab es 20 Verletzte. Nicht alle Verletzten mussten ins Krankenhaus eingeliefert werden. Ein Verletzter musste aber sofort operiert werden. → W wypadku drogowym było 20 rannych. Nie wszyscy ranni musieli zostać przewiezieni do szpitala, ale jeden ranny musiał być natychmiast operowany. Ich glaube an das Ideal vom Guten, Wahren und Schönen. → Wierzę w ideał dobra, prawdy i piękna. Er hat etwas Schlechtes gegessen. → Zjadł coś niedobrego. Ich habe den Text vom Polnischen ins Deutsche übersetzt. → Przetłumaczyłem tekst z polskiego na niemiecki. Sie hat sich über das Gesagte aufgeregt. → Zdenerwowała się tym, co zostało powiedziane.
| rzeczownik utworzony od przymiotnika                                             | rzeczownik deklinacji słabej                                              |
| -------------------------------------------------------------------------------- | ------------------------------------------------------------------------- |
| der Deutsche → Niemiec, des Deutschen → Niemca, ein Deutscher → [pewien] Niemiec | der Pole → Polak, des Polen → Polaka, ein Pole → [pewien] Polak           |
| das Junge → młode (zwierzę), des Jungen → młodego, ein Junges → [pewne] młode    | der Junge → chłopiec, des Jungen → chłopca, ein Junge → [pewien] chłopiec |

### Pozostałe aspekty odmiany przymiotników